# Чад на Светском првенству у атлетици у дворани 2022.
Чад је учествовао на 18. Светском првенству у атлетици у дворани 2022. одржаном у Београду од 18. до 20. марта осми пут. Репрезентацију Чада је представљао један такмичар који се такмичио у трци на 3.000 метара.,
На овом првенству такмичар Чада није освојио ниједну медаљу нити остварио неки резултат јер није завршио трку.

## Учесници
Мушкарци:
- Али Муса Барак — 3.000 м

## Резултати

### Мушкарци
| Атлетичар      | Дисциплина | Лични рекорд | Квалификација     | Квалификација     | Финале               | Финале               | Детаљи |
| Атлетичар      | Дисциплина | Лични рекорд | Резултат          | Место             | Резултат             | Место                | Детаљи |
| -------------- | ---------- | ------------ | ----------------- | ----------------- | -------------------- | -------------------- | ------ |
| Али Муса Барак | 3.000 м    | 8:54,33 о    | Није завршио трку | Није завршио трку | Није се квалификовао | Није се квалификовао |        |